# PGC 12309
LEDA/PGC 12309 ist eine Balken-Spiralgalaxie vom Hubble-Typ SB im Sternbild Fornax am Südsternhimmel. Sie ist schätzungsweise 76 Millionen Lichtjahre von der Milchstraße entfernt. Gemeinsam mit NGC 1201, NGC 1255, NGC 1302 und PGC 12011 bildet sie die NGC 1255-Gruppe.